# Sztefan Angelov
Sztefan Angelov, bolgárul: Стефан Ангелов (Bjala Voda, 1947. január 7. – 2019. december 21.) kétszeres olimpiai bronzérmes bolgár birkózó.

## Pályafutása
Az 1972-es müncheni és az 1976-os montréali olimpián bronzérmes lett kötöttfogás 48 kg-os versenyszámban. A világbajnokságokon két bronz- (1971, 1975), az Európa-bajnokságokon egy ezüstérmet (1972) szerzett.

## Sikerei, díjai
- Olimpiai játékok – kötöttfogás, 48 kg
  - bronzérmes (2): 1972, München, 1976, Montréal
- Világbajnokság – kötöttfogás, 48 kg
  - bronzérmes (2): 1971, 1975
- Európa-bajnokság – kötöttfogás, 48 kg
  - ezüstérmes: 1972